# Sokolovna v Mladé Boleslavi
Sokolovna v Mladé Boleslavi je novorenesanční budova s tělocvičnou vystavěná tělovýchovnou jednotou Sokol v Palackého ulici č. 493/1 v centru Mladé Boleslavi. Kromě sportovní či společenské haly se v suterénu nachází také plavecký bazén. Sokolovna byla v roce 1992 Ministerstvem kultury České republiky prohlášena kulturní památkou České republiky.

## Historie
Budova vystavěná v letech 1903 až 1905 se po svém dokončení stala hlavním sídlem mladoboleslavského Sokola jakožto sokolovna, svébytný typ budovy sportovny využitelné k pořádání společenských akcí, který začal být realizován na celém území zemí Koruny české a později i První republiky. Návrh vypracoval místní stavitel Josef Kulhavý, stavbu provedl stavitel Karel Dlouhý. Stavba tak urbanisticky doplnila parkový a promenádní prostor tzv. Výstaviště, spolu s budovami městských škol a budovy městského divadla, vystavěné v letech 1905 až 1909.

## Architektura stavby
Jednopatrová budova orientovaná do ulice Palackého vznikla v novorenesančním slohu. Samostatně stojící budova postavena na půdorysu obdélníku má zvýšený suterén, přízemí a patro. Nese bohatou štukovou fasádou, včetně sousoší s emblémem sokolské organizace. Průčelí stavby tvoří zdobený portál s otevřenou lodžií v prvním patře, v centrální části stavby se nachází tělocvična, využitelná rovněž jako společenský sál.